# Holt (Breckinridge County, Kentucky)
Holt ist ein gemeindefreies Gebiet im Breckinridge County, Kentucky, USA. Es ist auch als Holts Bottom bekannt.

## Lage
Holt liegt am Ohio River und der Kentucky Route 144, 9,7 km nordnordöstlich von Cloverport.

## Name
Holt wurde nach Joseph Holt benannt. Er stammt aus dem Ort.

## Museen
Das The Judge Joseph Holt House ist ein Museum in Holt.

## Persönlichkeiten
- Joseph Holt (1807–1894), US-amerikanischer Politiker und General der United States Army